# Ira Einhorn
Ira Samuel Einhorn, soprannominato il Killer dell'Unicorno ("the Unicorn Killer"), (Filadelfia, 15 maggio 1940 – Somerset, 3 aprile 2020), è stato un attivista, ambientalista e criminale statunitense degli anni sessanta e settanta.
Nel 1977 Einhorn percosse a morte la sua ex fidanzata, Helen "Holly" Maddux, e poi ne conservò il corpo in un baule chiuso a chiave nel suo appartamento, nel Powelton Village (Filadelfia), per circa 18 mesi prima che il cadavere venisse scoperto dalla polizia. Arrestato e liberato su cauzione, poco prima del processo, nel 1981, fuggì in Europa. Catturato e estradato, fu condannato per il suo omicidio nel 2002, 25 anni dopo i fatti, e scontò una condanna a vita nella State Correctional Institution vicino a Houtzdale, un piccolo comune nel sud della Contea di Clearfield. Proclamò sempre di essere innocente e vittima di un complotto.
Si era soprannominato "The Unicorn", dal suo cognome, Einhorn, unicorno in tedesco (letteralmente "un corno") e si definiva un enzima planetario.

## Vita e attivismo
Ira nacque e crebbe a di Filadelfia, in una famiglia ebrea della classe media, nel quartiere Mount Airy, dove il padre, Joseph Einhorn, aveva un negozio di ferramenta. Poco dopo la sua fuga in Europa il padre morì di infarto e la madre Beatrice (Bea) si trasferì con il fratello di Ira, Stephen (Steve), a Wyncote, nella Contea di Montgomery.
Studiò letteratura all'Università della Pennsylvania e, nel 1977, ottenne una borsa di studio alla John Fitzgerald Kennedy School of Government di Harvard.
Partecipò alle attività nei gruppi ecologici e fece parte della controcultura, nei movimenti anti-establishment, anti-guerra e New Age degli anni 1960 e 1970, diventando molto noto a Filadelfia. Fisicamente alto di statura (circa 1,8 metri), con gli occhi blu, aveva il carisma del leader. Era un accanito lettore di libri (diceva di leggere un libro al giorno, tutti i giorni) e conquistatore di donne. Non curava né l'aspetto né l'igiene personale. Teneva corsi sulle droghe psichedeliche, sulla parapsicologia e i fenomeni paranormali. Fece conoscere Uri Geller e le idee del Fundamental Fysiks Group. Era in contatto o amico di Jerry Rubin, Abbie Hoffman, della rock star Peter Gabriel, di Allen Ginsberg, John Cage e Freeman Dyson. Tramite comuni amici conobbe anche Andrija Puharich, ricercatore nei campi della medicina e della parapsicologia,  di una cui  all'opera, "Beyond Telepathy" (1969), avrebbe scritto l'introduzione.
Era anche consigliere "futurologo" di alcune grandi imprese come la AT&T. Peter Gabriel era interessato alle ricerche che Ira conduceva con Puharich sul paranormale e su Nikola Tesla (negò comunque di avere avuto contatti con Ira quando era ricercato). Lesse La struttura delle rivoluzioni scientifiche di Thomas Kuhn e ne rimase positivamente impressionato. Nacque una corrispondenza epistolare con l'autore, poi si conobbero personalmente e divennero amici.
Einhorn fu un partecipante p al primo Giorno della Terra a Filadelfia nel 1970. Affermò in seguito di essere stato determinante nella creazione e nel lancio della manifestazione. Tuttavia, altri organizzatori dell'evento contestano la sua versione.

### L'omicidio di Holly Maddux
Einhorn aveva una relazione da cinque anni con Helen "Holly" Maddux, cheerleader alle scuole superiori e laureata del Bryn Mawr College, originaria di Tyler, nel Texas.
Si erano conosciuti nel locale La Terrasse, vicino alla alma mater di Ira, l'Università della Pennsylvania, nel 1972.
Lo stesso anno Holly volle fare conoscere Ira alla sua famiglia, portandolo a Tyler. Il padre di Holly, Fred, era un veterano della 82nd Airborne Division che era stato paracadutato in Normandia nel D-Day. La sorella di Holly, Meg, capì che la sorella aveva scelto l'uomo sbagliato. Ira si comportò da padrone con Holly e non piacque alla famiglia. Il padre di Holly, tormentato dall'artrite reumatoide, si sarebbe suicidato nel 1988; la madre sarebbe morta nel 1990 di enfisema polmonare.
Nel 1977 la Maddux interruppe il legame con Einhorn, che si infuriò. Lei si trasferì a New York e strinse una relazione con un commerciante di nome Saul Lapidus. Einhorn la chiamò telefonicamente e minacciò di buttare tutte le sue cose dalla finestra se non fosse venuta a riprendersele. Holly fu vista arrivare a casa di Ira, ma da allora se ne persero le tracce.
Interrogato, Einhorn raccontò alla polizia che la Maddux era uscita di casa per andare in un negozio a comprare del tofu e dei germogli, ma non era più tornata.
I genitori Elizabeth e Frederick (Fred) Maddux erano preoccupati dal fatto che Holly non si facesse sentire, come era sua consuetudine. Oltretutto, nel frattempo era trascorso anche il compleanno della mamma e non era mai capitato che si scordasse di farle gli auguri. Assunsero quindi un investigatore privato di Tyler, Bob Stevens, che si fece aiutare da un collega di Filadelfia, J.R. Pearce, un G-Man in pensione.
Da uno studente che abitava nell'appartamento sottostante, seppero che una notte nell'autunno del 1977 aveva sentito un urlo e dei pesanti colpi, ma non vi aveva dato peso. Settimane dopo aveva visto, sul soffitto, una macchia bruna e poi del liquido scuro che emanava un forte e sgradevole odore. Si rivolse al padrone di casa che chiamò un idraulico. Einhorn lasciò entrare il tecnico che voleva ispezionare l'appartamento, ma si oppose all'apertura di un armadio chiuso a chiave.
Due ragazze conoscenti di Einhorn dichiararono che, un paio di giorni dopo la scomparsa di Holly, l'Unicorno aveva chiesto il loro aiuto per disfarsi di un baule che conteneva quelli che definì "documenti segreti", portandolo con la loro auto allo Schuylkill, il fiume che attraversa Filadelfia, dove voleva gettarlo. Le amiche non lo aiutarono, ritenendo il baule troppo ingombrante per essere trasportato con la loro auto, e ritenevano che il baule fosse probabilmente rimasto ancora in possesso di Einhorn.
Già prima di incontrare Holly, almeno in altre due occasioni Ira aveva trattato violentemente donne che lo avevano lasciato. Nel 1962 aveva tentato di strangolare una certa Rita Resnick, fino a farla cadere svenuta. Anni dopo, nel 1966, aveva colpito una seconda ragazza, Judith Sabot, alla testa con una bottiglia di Coca-Cola e cercato di strangolarla. Scrisse nel suo diario: "la violenza segna sempre la fine di una relazione" (Violence always marks the end of a relationship). I poliziotti privati, assunti dai Maddux, avevano raccolto parte di queste informazioni e le passarono alla polizia di Filadelfia.
Il 28 marzo 1979, diciotto mesi dopo la scomparsa di Holly, Michael (Mike) Chitwood, con altri sei agenti della polizia investigativa di Filadelfia, si presentò davanti all'appartamento in cui Ira e Holly abitavano, al secondo piano dell'edificio in 3411 Race Street del Powelton Village di Filadelfia. In un baule conservato in un armadio trovarono il cadavere di Holly decomposto e mummificato. Il cranio era fratturato in almeno sei punti per la forza di un oggetto contundente. Il suo corpo pesava 37 libbre (circa 17 chilogrammi). Il detective avrebbe detto a Einhorn "Sembra che abbiamo trovato Holly", al che Einhorn avrebbe risposto "avete trovato quello che avete trovato". Fu arrestato.
La cauzione di Einhorn fu ridotta da 100 000 dollari a 40 000 su richiesta del suo avvocato Arlen Specter (poi diventato senatore) e per la pressione di persone autorevoli (religiosi, professori universitari e dirigenti di grandi aziende testimoniarono che aveva un buon carattere e non era violento). Einhorn poté uscire di prigione prima del processo, pagando il 10% della cauzione: 4 000 dollari.
Tale cauzione fu versata non da Einhorn, ma dalla sua amica Barbara Baerwald Bronfman, una ricca donna di Montréal, figlia del banchiere Herman Frederick Baerwald e prima moglie di Charles Bronfman del gruppo Seagram, conosciuta per il comune interesse per il paranormale, una delle tante persone che gli davano sostegno finanziario.

### La fuga in Europa
Nel 1981, pochi giorni prima che il suo processo per omicidio iniziasse, Einhorn fuggì in Europa, dove restò per i successivi 17 anni.
A Dublino trovò casa nel quartiere Ballsbridge. Usava il falso nome Ben Moore e frequentava la cerchia poetica di Seamus Heaney e il Trinity College. Si sentiva protetto perché il trattato di estradizione tra Irlanda e Stati Uniti era stato sospeso.
Ma l'Interpol lo stava inseguendo e ritenne opportuno fuggire altrove.
Adottò un nuovo nome: Eugene Mallon. I successivi spostamenti non sono certi. Sembra si sia trasferito in Inghilterra, alle Baleari, in Svizzera, in Svezia e a Londra.
Lo aiutava economicamente la sua amica Barbara Bronfman, fino a quando probabilmente si convinse che Ira avesse a che fare con l'assassinio di Holly e diede a Richard DiBenedetto, investigatore della polizia di Filadelfia, l'indirizzo di Stoccolma dove era nascosto. Quell'indirizzo corrispondeva all'abitazione di una donna, Annika Flodin, che risultava essere assente.
In Pennsylvania, dove Einhorn era già stato chiamato in giudizio, lo Stato lo condannò in contumacia nel 1993 per omicidio di primo grado. Venne condannato al carcere a vita senza possibilità di libertà condizionale.
Risultò poi che aveva conosciuto Annika Flodin in Inghilterra (il nome completo della Flodin è Annika Karin Eva Flodin), dove si erano sposati. Si rifugiarono poi nella provincia francese, nel dipartimento della Charente. Acquistarono un vecchio mulino a un chilometro e mezzo da Champagne-Mouton, il Moulin de Guitry, pagato circa 10 000 dollari, che fecero risistemare. Il loro podere era molto tranquillo, limitato da due torrenti L'Or e L'Argent che confluivano nell'Argentor. Facevano una vita ritirata. Annika preparava conserve di frutta, coltivava verdure e cuoceva il pane di grano biologico. Ira andava in paese solo per comprarsi le sigarette e l'International Herald Tribune. Era conosciuto come uno scrittore inglese e saltuariamente si recava alla biblioteca di Limoges.
Usava il nome Eugene Mallon e la moglie, Annika Flodin, adottò il suo cognome (Annika, o Annie, Flodin Mallon). Le autorità francesi vollero verificare la domanda della patente di guida di Anika Flodin, che risultava coniugata con Eugene Mallon, e fecero richiesta ai funzionari svedesi di verificare se la Flodin avesse una patente di guida valida (la Flodin possedeva una Fiat rossa). Un investigatore svedese dell'Interpol, Jan Eklindir, sapeva della reale esistenza di una persona di nome Eugene Mallon, un libraio irlandese amico di Ira Einhorn. Colpito dalla coincidenza, fece avere alla polizia francese foto del ricercato.

### L'arresto e l'estradizione
All'alba di venerdì 13 giugno 1997, un gruppo di agenti francesi circondò la loro casa; tre di loro bussarono alla porta dell'abitazione con un mandato di arresto per Ira Einhorn. La moglie aprì la porta e disse che in quella casa non abitava la persona ricercata. Gli agenti non le diedero ascolto ed entrarono. Salirono le scale e in camera da letto, trovarono Ira, nudo, che sosteneva di essere Eugene Mallon.
Aveva ormai i capelli bianchi. Fu portato nel carcere di Gradignan.
Il processo di estradizione, tuttavia, si rivelò più complesso di quanto inizialmente previsto. In base al trattato tra la Francia e gli Stati Uniti, uno dei due paesi poteva rifiutare l'estradizione in determinate circostanze e Einhorn utilizzò molteplici vie per evitarla.
Anche se la sua condanna non era la pena di morte, gli avvocati della difesa di Einhorn sostennero che avrebbe dovuto affrontare la pena di morte se consegnato agli Stati Uniti.
Avvocati difensori di Ira erano Norris Gelman e Theodore "Ted" Simon (con grande esperienza in cause internazionali), negli Stati Uniti; in Francia Annika scelse Dominique Tricaud, di Parigi, che si vantava di non avere mai perso una causa di estradizione, e Dominique Delthil del foro di Bordeaux, dove si svolgeva il processo, a 160 chilometri da Champagne-Mouton.
La Francia, come molti paesi che l'hanno abolita, non estrada imputati in Stati la cui giurisdizione contempli la pena di morte, senza la garanzia che tale pena non sarà né richiesta né applicata. Le autorità della Pennsylvania sottolinearono che, alla data del delitto, in quello Stato non era prevista la pena di morte e quindi Einhorn non poteva essere condannato a tale pena, per le disposizioni nelle Costituzioni degli Stati Uniti e della Pennsylvania riguardo alla legge ex post facto. La successiva strategia difensiva di Einhorn coinvolgeva il diritto francese e la Corte europea dei diritti dell'uomo, che richiedevano un nuovo processo quando l'imputato è stato condannato in contumacia, e quindi non era in grado di presentare la sua difesa. Su questa base, la Corte di Appello di Bordeaux respinse la richiesta di estradizione.
A seguito della decisione del tribunale francese, trentacinque membri del Congresso degli Stati Uniti inviarono una lettera al presidente francese Jacques Chirac, per chiedere l'estradizione di Einhorn. Tuttavia, secondo la legge francese sulla separazione dei poteri che era stata invocata in questo caso, il presidente non può dare ordini ai giudici e intervenire negli affari di estradizione.
Come conseguenza di questo rifiuto, al fine di garantire l'estradizione di Einhorn e assicurarsi che fosse imprigionato per l'omicidio che aveva commesso, i legislatori della Pennsylvania approvarono nel 1998 un disegno di legge (soprannominato la "legge Einhorn") che consentiva agli imputati condannati in contumacia di richiedere un altro processo.
Con un'altra tattica di procrastinazione, il disegno di legge fu criticato come incostituzionale dagli avvocati di Einhorn e cercarono di ottenere dai giudici francesi di negare nuovamente l'estradizione, con la motivazione che la legge era inapplicabile. Il tribunale francese stabilì di non essere in grado di valutare la costituzionalità delle leggi straniere e accordò l'estradizione. Einhorn fu quindi posto sotto intensa sorveglianza da parte della polizia francese.
La questione fu poi sottoposta al primo ministro Lionel Jospin, dal momento che le estradizioni, dopo essere state approvate dai tribunali, devono essere ordinate da parte dell'esecutivo.
Il partito dei Verdi francese dichiarò che Einhorn non doveva essere estradato fino a quando le questioni riguardanti il suo caso non fossero completamente risolte. Jospin respinse tali richieste ed emise un decreto di estradizione. Einhorn contestò il decreto dinanzi al Consiglio di Stato; anche il Consiglio rifiutò di esaminare la costituzionalità di una legge straniera.
Ira tentò di tagliarsi la gola per evitare l'estradizione e, infine, portò il suo caso davanti alla Corte europea dei diritti dell'uomo, che sentenziò contro di lui.
La Ligue française pour la défense des droits de l'homme et du citoyen tenne una conferenza stampa per chiedere al governo francese di riconsiderare la sua decisione. Firmarono una petizione in sua difesa Jack Lang, Robert Hue, José Bové, Louis Mermaz, Daniel Cohn-Bendit, il senatore Jean-Luc Mélenchon e la deputata del Raggruppamento per la Repubblica Roselyne Bachelot.
Il 20 luglio del 2001 Einhorn fu estradato negli Stati Uniti.

### Il processo e la pena
Assumendo egli stesso la sua difesa, Einhorn sostenne che la Maddux era stata assassinata da agenti della CIA che avevano tentato di farlo condannare per quell'omicidio a causa delle sue ricerche sulla guerra fredda e la "psicotronica".
Dopo due ore di camera di consiglio, la giuria lo condannò il 17 ottobre 2002 alla prigione a vita senza possibilità di libertà condizionale.
Quando il giudice, William Mazzola, lesse ad alta voce la sentenza, definì Einhorn "un intellettuale dilettante che incantava i profani, disinformati, ignari ed inesperti".
La giuria stabilì il risarcimento dovuto alla famiglia Maddux in 907 milioni di dollari.

### Morte
Il 3 aprile 2020 fu reso noto che Ira Einhorn era morto in carcere, per cause naturali. Aveva 79 anni.